# Temülen
Temülen (mongolisch Тэмүлэн, wiss. Transliteration Tėmülėn , chinesisch 帖木侖, Pinyin Tiēmùlún auch: Temülün, c. 1171–?) war die einzige Schwester und das jüngste Voll-Geschwister von Temüjin (Dschingis Khan), dem Gründer und Khagan des Mongolenreiches. Ihre Eltern waren Yesügai, der damalige Häuptling des Borjigin-Clans in der Khamag-Mongol-Konföderation, und dessen zweiter Frau Hoelun. Sie war neun Jahre jünger als Temüjin.

## Überlieferung
Temülüns Name, wie derjenige ihres Bruders, kommt vom Stamm temü oder temür, mit der Bedeutung „Eisen“. Das Suffix -lun ist eine verbreitete feminine Namensendung. Sie hatte sechs ältere Brüder: Temüjin, Qasar, Hachiun, Temüge, sowie die Halbbrüder Behter und Belgutei.
Die Geheime Geschichte der Mongolen, eine Chronik der mongolischen Geschichte, erwähnt Temülün drei Mal: in einem Bericht über Temüjins legendäre Geburt und zwei Mal in eine Episode, in welcher die kleine Temülün und ihre Familie vom Stamm der Taichiud (Taychiud) angegriffen werden.
Temülüns Vater Yesügei starb, als sie noch ein Kleinkind war. Die Familie wurde von Hoelun aufgezogen.